# Theodore Mittet
Theodore Mittet, né le 23 décembre 1941 à Seattle et mort le 27 décembre 2024, est un rameur d'aviron américain. 

## Carrière
Theodore Mittet participe aux Jeux olympiques de 1964 à Tokyo et remporte la médaille de bronze avec le quatre sans barreur américain composé de Geoffrey Picard, Richard Lyon et Ted Nash.